# Провинција Таџима
Таџима (јап. 但馬国) је једна од 66 историјских провинција Јапана, која је постојала од почетка 8. века (закон Таихо из 703. године) до Мејџи реформи у другој половини 19. века. Таџима се налазила на западном делу острва Хоншу, на обали Јапанског мора.
Царским декретом од 29. августа 1871. све постојеће провинције замењене су префектурама. Територија Таџиме одговара северном делу данашње префектуре Хјого.

## Географија
Таџима се на северу отварала у Јапанско море. На западу се граничила са провинцијом Инаба, на југу са провинцијом Харима, а на истоку са провинцијама Танго и Тамба.